# Upplands runinskrifter 140
Runinskrift U 140 är en halv runsten som står utmed Frestavägen och strax öster om Broby bro i Täby socken. U 140 är en så kallad greklandssten. Stenen är 0,50 meter hög och 0,61 meter bred.
Intill den skadade stenen finns runstensfragmentet U 139, samt U 151.

## Stenen
Av stenens inskrift att döma så är den en av Jarlabankestenarna, resta av stormannen Jarlabanke över någon som dog i Grekland. Med Grekland menas hela Bysantinska riket. Materialet är granit och dess ornamentik består av en profilerad orm i Ringerikestil. Ormen är fjättrad med ett iriskt koppel.

## Inskriften
Translitterering av runraden:
× ...la×b(a)... ... han : entaþis · i kirikium
Normalisering till runsvenska:
[Iar]laba[nki] ... Hann ændaðis i Grikkium.
Översättning till nusvenska:
Jarlabanke ... Han dog i Grekland.